# Övre-Bjärnstavatjärnen
Övre-Bjärnstavatjärnen är en sjö i Norsjö kommun och Skellefteå kommun i Västerbotten och ingår i Rickleåns huvudavrinningsområde. Sjön har en area på 0,2 kvadratkilometer och ligger 312 meter över havet.

## Delavrinningsområde
Övre-Bjärnstavatjärnen ingår i det delavrinningsområde (718818-168548) som SMHI kallar för Mynnar i Granträsket. Medelhöjden är 323 meter över havet och ytan är 18,7 kvadratkilometer. Det finns inga avrinningsområden uppströms utan avrinningsområdet är högsta punkten. Vattendraget som avvattnar avrinningsområdet har biflödesordning 3, vilket innebär att vattnet flödar genom totalt 3 vattendrag innan det når havet efter 119 kilometer. Avrinningsområdet består mestadels av skog (83 procent). Avrinningsområdet har 1,16 kvadratkilometer vattenytor vilket ger det en sjöprocent på 6,2 procent.